# Palicourea ovalis
Palicourea ovalis är en måreväxtart som beskrevs av Paul Carpenter Standley. Palicourea ovalis ingår i släktet Palicourea och familjen måreväxter. Inga underarter finns listade i Catalogue of Life.